# Caméra d'or
La Caméra d'or è un premio assegnato al Festival di Cannes per la migliore opera prima, che sia stata presentata in una delle selezioni ufficiali del Festival (concorso e Un Certain Regard) o parallele (Settimana internazionale della critica e Quinzaine des Réalisateurs).
È stato introdotto a partire dall'edizione 1978 ma già in precedenza, nell'edizione 1969, era stato assegnato un premio per la migliore opera prima a Easy Rider di Dennis Hopper.

## Albo d'oro

### Anni 1970
- 1978: Il clandestino (Alambrista!), regia di Robert M. Young  ·   Stati Uniti
- 1979: Northern Lights, regia di John Hanson e Rob Nilsson  ·   Stati Uniti

### Anni 1980
- 1980: Histoire d'Adrien, regia di Jean-Pierre Denis  ·   Francia
- 1981: Desperado City, regia di Vadim Glowna  ·   Germania Ovest
- 1982: Mourir à trente ans, regia di Romain Goupil  ·   Francia
- 1983: La principessa (Adj király katonát), regia di Pál Erdöss  ·   Ungheria
- 1984: Stranger than Paradise, regia di Jim Jarmusch  ·   Stati Uniti
- 1985: Oriana, regia di Fina Torres  ·   Venezuela
- 1986: Noir et blanc, regia di Claire Devers  ·   Francia
- 1987: Robinzoniada, anu chemi ingliseli Papa, regia di Nana Dzhordzhadze  ·   Unione Sovietica
- 1988: Salaam Bombay!, regia di Mira Nair  ·   India
- 1989: Il mio XX secolo (Az én XX. századom), regia di Ildikó Enyedi  ·   Ungheria

### Anni 1990
- 1990: Sta' fermo, muori e resuscita (Zamri, oumri, vokresni), regia di Vitali Kanevski  ·   Russia
- 1991: Toto le héros - Un eroe di fine millennio (Toto le Héros), regia di Jaco Van Dormael  ·   Belgio
- 1992: Mac, regia di John Turturro  ·   Stati Uniti
- 1993: Il profumo della papaya verde (Mùi đu đủ xanh), regia di Tran Anh Hung  ·   Vietnam
- 1994: Petits arrangements avec les mort, regia di Pascale Ferran  ·   Francia
- 1995: Il palloncino bianco (بادکنک سفيد , Badkonake sefid), regia di Jafar Panahi  ·   Iran
- 1996: Tutte pazze per Ken (Love Serenade), regia di Shirley Barrett  ·   Australia
- 1997: Moe no suzaku (萌の朱雀)|| Naomi Kawase  ·   Giappone
- 1998: Slam, regia di Marc Levin  ·   Stati Uniti
- 1999: Marana Simhasanam, regia di Murali Nair  ·   India

### Anni 2000
- 2000:
  - Djomeh, regia di Hassan Yektapanah  ·   Iran
  - Il tempo dei cavalli ubriachi (زمانی برای مستی اسب‌ها, Zamani barayé masti asbha), regia di Bahman Ghobadi  ·   Iran
- 2001: Atanarjuat il corridore (Atanarjuat), regia di Zacharias Kunuk  ·   Canada
- 2002: Bord de mer - In riva al mare (Bord de mer), regia di Julie Lopes-Curval  ·   Francia
- 2003: Reconstruction, regia di Christoffer Boe  ·   Danimarca
- 2004: Or, regia di Keren Yedaya  ·   Israele
- 2005:
  - Me and You and Everyone We Know, regia di Miranda July  ·   Stati Uniti
  - Sulanga Enu Pinisa, regia di Vimukthi Jayasundara  ·   Sri Lanka
- 2006: A Est di Bucarest (A fost sau n-a fost?), regia di Corneliu Porumboiu  ·   Romania
- 2007: Meduse (Meduzot), regia di Etgar Keret e Shira Geffen  ·   Israele
- 2008: Hunger, regia di Steve McQueen  ·   Regno Unito
- 2009: Samson and Delilah, regia di Warwick Thornton  ·   Australia

### Anni 2010
- 2010: Año bisiesto, regia di Michael Rowe  ·   Messico
- 2011: Las acacias, regia di Pablo Giorgelli  ·   Argentina
- 2012: Re della terra selvaggia (Beasts of the Southern Wild), regia di Benh Zeitlin  ·   Stati Uniti
- 2013: Ilo Ilo, regia di Anthony Chen  ·   Singapore
- 2014: Party Girl, regia di Claire Burger, Samuel Theis e Marie Amachoukeli  ·   Francia
- 2015: Un mondo fragile (La tierra y la sombra), regia di César Augusto Acevedo  ·   Colombia
- 2016: Divines, regia di Houda Benyamina  ·   Francia
- 2017: Montparnasse - Femminile singolare (Jeune Femme), regia di Léonor Serraille  ·   Francia
- 2018: Girl, regia di Lukas Dhont  ·   Belgio
- 2019: Nuestras madres, regia di César Diaz  ·   Guatemala

### Anni 2020
- 2020: a causa della pandemia di COVID-19, il festival non ha avuto luogo
- 2021: Murina, regia di Antoneta Alamat Kusijanović  ·   Croazia
- 2022: War Pony, regia di Riley Keough e Gina Gammel  ·   Stati Uniti
- 2023: Bên trong vỏ kén vàng, regia di Pham Thien An  ·   Vietnam
- 2024: Armand, regia di Halfdan Ullmann Tøndel  ·   Norvegia

## Menzione speciale

### Anni 1980
- 1989:
  - Wallers letzter Gang, regia di Christian Wagner  ·   Germania Ovest
  - Piravi, regia di Shaji N. Karun  ·   India

### Anni 1990
- 1990:
  - Čas sluhů, regia di Irena Pavlásková  ·   Cecoslovacchia
  - Farendj, regia di Sabine Prenczina  ·   Francia
- 1991:
  - Istantanee (Proof), regia di Jocelyn Moorhouse  ·   Australia
  - Sam & Me, regia di Deepa Mehta  ·   Canada
- 1993: Friends, regia di Elaine Proctor  ·   Sudafrica
- 1994: Ṣamt al-quṣūr, regia di Moufida Tlatli  ·   Tunisia
- 1995: Hello Denise (Denise Calls Up), regia di Hal Salwen  ·   Stati Uniti
- 1997: L'età inquieta (La Vie de Jésus), regia di Bruno Dumont  ·   Francia

### Anni 2000
- 2002: Japón, regia di Carlos Reygadas  ·   Messico
- 2003: Osama (أسامة), regia di Siddiq Barmak  ·   Afghanistan
- 2004:
  - Lu Cheng, regia di Yang Chao  ·   Cina
  - Khab-e talkh, regia di Mohsen Amiryoussefi  ·   Iran
- 2007: Control, regia di Anton Corbijn  ·   Stati Uniti
- 2008: Vse umrut, a ya ostanus, regia di Valeria Gaï Guermanika  ·   Russia
- 2009: Ajami, regia di Scandar Copti e Yaron Shani  ·   Israele
- 2022: Plan 75, regia di Chie Hayakawa  ·   Giappone
- 2024: Báiyī cāng gǒu, regia di Chiang Wei-liang e You Qiao-yin ·  Taiwan